# Relief pitcher

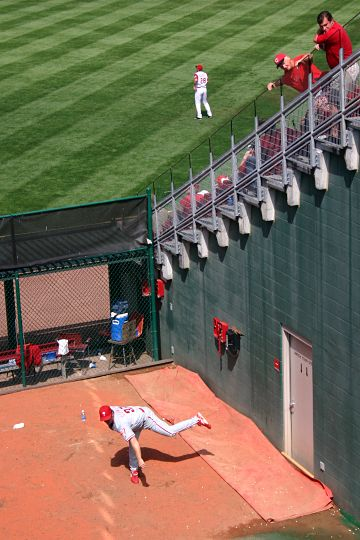
Relief pitcher przygotowuje się do występu w meczu w bullpenie.

Relief pitcher – w baseballu i softballu miotacz, który wchodzi do gry zmieniając startera (ang. starting pitcher) z powodu kontuzji, nieskuteczności, zmęczenia lub innych względów strategicznych. W odróżnieniu od startera, który rozgrywa mecze zazwyczaj co kilka dni, relief pitcher może pojawić się w kilku kolejnych meczach z rzędu. Miejsce rozgrzewek relief pitchera na stadionie nosi nazwę bullpen.
Odróżnia się kilka rodzajów relief pitchera:
- long reliever – miotacz, który zmienia starting pitchera zbyt wcześnie (najczęściej przed piątą zmianą z powodu kontuzji)
- middle reliever – miotacz, który gra w szóstej lub siódmej zmianie
- Left-handed One Out Guy (w skrócie LOOGY) lub left-handed specialist – miotacz, który specjalizuje się w narzuceniu piłki lewą ręką, wprowadzany na boisko zazwyczaj na ⅓ lub ⅔ zmiany, w momencie gdy na pałce pojawia się leworęczny pałkarz
- setup man lub setup pitcher – miotacz, który wszedł na boisko przed closerem, zazwyczaj w ósmej zmianie
- closer – miotacz, który kończy mecz.
- opener - miotacz, który rozpoczyna mecz, najczęściej w celu wyeliminowania najlepszych pałkarzy na początku spotkania